# شل اسکریپت

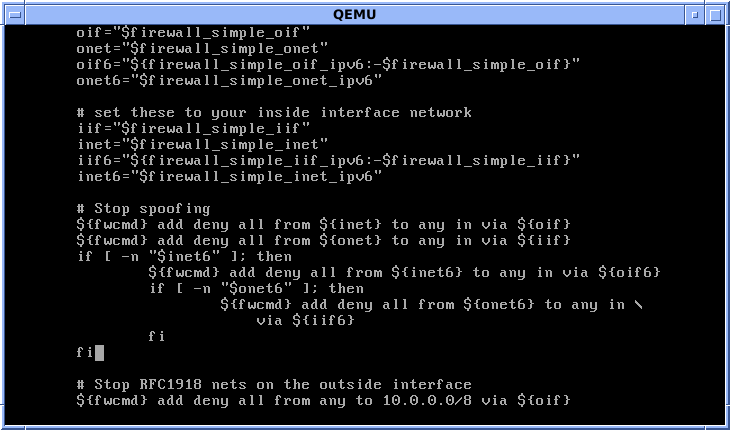
ویرایش اسکریپت پوسته FreeBSD برای پیکربندی ipfirewall

پوسته اسکریپت (به انگلیسی: Shell script) یک کد برنامه کامپیوتری است که برای اجرا توسط پوسته یونیکس، یا یک مفسر خط فرمان طراحی شده‌است. گویش‌های مختلف اسکریپت‌های پوسته ای به عنوان زبان‌های اسکریپت نویسی در نظر گرفته می‌شوند. عملیات معمولی که توسط اسکریپت‌های پوسته انجام می‌شود شامل دستکاری فایل، اجرای برنامه و چاپ متن است. اسکریپتی که محیط را تنظیم می‌کند، برنامه را اجرا می‌کند و هر گونه پاک‌سازی یا لاگ لازم را انجام می‌دهد، wrapper نامیده می‌شود.
این اصطلاح همچنین به‌طور کلی به معنای حالت خودکار اجرای یک پوسته سیستم عامل است. هر سیستم عامل از یک نام خاص برای این توابع استفاده می‌کند که شامل فایل‌های دسته ای (MSDos-Win95 stream, OS/2)، رویه‌های فرمان (VMS) و اسکریپت‌های پوسته (جریان ویندوز NT و مشتقات شخص ثالث مانند 4NT - مقاله در cmd.exe است)، و سیستم عامل‌های مرکزی با تعدادی اصطلاح مرتبط هستند.